# Lühburg
Lühburg es un municipio situado en el distrito de Rostock, en el estado federado de Mecklemburgo-Pomerania Occidental (Alemania), a una altitud de 13 metros. Su población a finales de 2016 era de 200 habs. y su densidad poblacional, 13 hab/km².
Se encuentra a poca distancia al suroeste de la frontera con el distrito de Pomerania Occidental-Rügen.